# Somalopyrgus messanai
Somalopyrgus messanai is een rechtvleugelig insect uit de familie Pyrgomorphidae. De wetenschappelijke naam van deze soort is voor het eerst geldig gepubliceerd in 1985 door Baccetti.